# Бач-при-Матерії
Бач при Матерії (словен. Bač pri Materiji) — поселення в общині Хрпелє-Козіна, Регіон Обално-крашка, Словенія. Висота над рівнем моря: 536,5 м.